# Sløborn
Sløborn ist eine deutsch-dänische Fernsehserie, die von Syrreal Entertainment, dem ZDF, Tobis Film und Nordisk Film produziert wurde. Die Serie stammt aus der Feder von Christian Alvart, der als Regisseur, Drehbuchautor, Produzent und Kameramann fungierte. In den Hauptrollen spielen Emily Kusche, Alexander Scheer, Mads Hjulmand, Lea van Acken, Karla Nina Diedrich, Adrian Grünewald und Wotan Wilke Möhring. Gedreht wurde auf Norderney, in Brandenburg und in Polen.

## Handlung

### Staffel 1
Sløborn ist eine fiktive deutsche nordfriesische Insel mit gleichnamiger Inselhauptstadt. (Sie liegt, der Beschreibung und Karte in Staffel 2 Folge 6 zufolge, in etwa deckungsgleich mit der Insel Pellworm.) Während in den Medien von einer im Ausland auftretenden ansteckenden Krankheit, der Taubengrippe, berichtet wird, spielen sich dort alltägliche Szenen ab: Die 15-jährige Evelin Kern bemerkt, dass sie von ihrem Lehrer Milan Gruber schwanger ist; ihre Eltern wollen sich trennen, unter anderem weil ihre Mutter ein Hotelprojekt vor der Küste Sløborns umsetzen, ihr Vater aber in Berlin als Wissenschaftler arbeiten möchte. Zu den Besuchern der touristisch geprägten Insel zählt der bekannte Autor Nikolai Wagner, der hier auf Einladung der Buchhändlerin Merit Ponz weilt, um eine Lesung zu halten. Wagner arbeitet an einem neuen Roman. Er ist pleite, kämpft mit seiner Drogenabhängigkeit und leidet unter einer Schreibblockade. Der Däne Magnus Fisker kehrt zurück nach Sløborn, um das Rehabilitierungsprojekt „Neue Chance Sløborn e. V.“ mit straffällig gewordenen Jugendlichen zu leiten und mit diesen ein baufälliges Gehöft herzurichten. Evelin setzt sich für ihren Mitschüler Hermann, den Sohn des örtlichen Polizisten, ein, der von seinen Mitschülern gemobbt wird.
Als ein Segelboot an der Küste der Insel strandet, finden die Jugendlichen Fiete, Louis und Ole sowie Hermann, der auch ein Video davon veröffentlicht, an Bord die Leichen eines amerikanischen Paares. Sie stehlen die Wertsachen und Handys des Paares und verlassen das Boot. Auf dem Handy findet Fiete mit Hermanns Hilfe Aufnahmen, die belegen, dass das Paar an der Taubengrippe erkrankt und gestorben ist. Kurz darauf zeigen auch zwei der drei Teenager erste Symptome. Die beiden erkrankten Jugendlichen kommen ins Krankenhaus und Ole stirbt schon nach kurzer Zeit. Auch weitere Bewohner der Insel, die Kontakt mit den Infizierten hatten, erkranken. Sløborn wird abgeriegelt, es werden unter anderem Blutuntersuchungen, die Pflicht zum Tragen von Masken und eine von der Bundeswehr restriktiv durchgesetzte Ausgangssperre angeordnet. Bei Evelin wird eine mutierte Variante des Virus festgestellt. Ihr Liebhaber Gruber stirbt, jedoch ist sie anscheinend trotz leichter Symptome immun. Für weitere Untersuchungen wird sie deshalb von der Insel ausgeflogen.
Sie wird in eine Klinik nach Kiel gebracht, wo sie auf andere Patienten trifft, an denen offenbar Forschungen zur Herstellung eines Gegenmittels vorgenommen werden sollen, die zum Tod der Patienten führen. In Panik flieht Evelin aus der Klinik. Sie trifft auf ihren Vater, der sie mit nach Berlin in sein Labor nehmen möchte. Sie misstraut auch ihm, flieht aus seinem Auto und kehrt mithilfe eines Fischerbootes zurück nach Sløborn. Dort formiert sich unter den Bewohnern der Insel Widerstand gegen die massiven Eingriffe in ihre Grundrechte. Gemeinsam mit Hermann findet Evelin heraus, dass die Insel evakuiert werden soll, um alle Verdachtsfälle des Infektionsherdes, ob angesteckt oder nicht, vom Rest der Bevölkerung zu isolieren. Für die bislang nicht infizierten Bewohner von Sløborn bedeutet dies die sichere Ansteckung und damit den Tod, vermutet Evelin. Sie entzieht sich deswegen mit ihren Geschwistern der Evakuierung, ebenso wie Magnus Fisker und seine Jugendgruppe. Fisker widersetzt sich der Bundeswehr und wird erschossen, sodass Evelin, ihre Brüder, Nikolai Wagner, der auf der Insel seinen Roman vollendet hat, und die Gruppe Jugendlicher als einzige auf der Insel verbleiben. In dem Bus, mit dem die Mutter der vier Kinder evakuiert wird, zeigt einer der anderen Mitreisenden plötzlich ebenfalls Krankheitssymptome. Es bewahrheitet sich, dass die Kranken nicht von den Gesunden isoliert werden und dies auch nicht geplant war. Das weitere Schicksal der evakuierten Bewohner bleibt offen.

### Staffel 2
Einige Bewohner – darunter die schwangere Evelin und ihre drei Brüder, der bei diesen wohnende Nikolai, Freja und einige Mitglieder aus der von ihr geleiteten Jugendgruppe sowie der Drogendealer Jan – haben sich der Evakuierung von Sløborn entzogen, da sie befürchteten, außerhalb der Insel einer größeren Gefahr der Ansteckung ausgesetzt zu sein. Die Insel ist ohne Strom und wird von Plünderern heimgesucht, weshalb Evelin mit ihren Brüdern nun doch das Festland erreichen will. Außerdem braucht sie bei der Geburt ihres Kindes ärztliche Hilfe, da sie eine Placenta praevia totalis befürchtet, bei der eine vaginale Geburt nicht möglich ist.
Freja wird unter dem immensen Druck, die Gruppe zusammenzuhalten, langsam verrückt. Als ihre Waffe gestohlen wird, beschuldigt sie Devid, einen der Jugendlichen im Programm, der ihrer Meinung nach ihre Autorität ständig untergräbt. Andere Gruppenmitglieder haben sich bereits abgesetzt und geben sich der Apokalypse mit Jan im Drogenrausch hin. Den Gipfel erreicht Frejas Verrücktheit aber, als sie Devid an einen Traktor kettet und diesen ohne Fahrer ins Feld fahren lässt. Später wird Freja erdolcht in ihrem Bett aufgefunden – wer für ihren Tod verantwortlich ist, bleibt in der zweiten Staffel jedoch unklar.
Der Pavillon, den einige Gruppenmitglieder mit Jan besetzen, um eine Party zu feiern, wird von Cora, die sich in Freja verliebt hat, aus Rache angezündet, da sie vermutet, diese hätten sie umgebracht. Cora kommt dabei selbst in den Flammen um. Jan und Zoe werden beide schwer verbrannt, aber lebendig an den Strand gespült, die anderen werden von den Piraten aus dem Meer gefischt. Auf diesem Boot befindet sich auch Nikolai, der als Teil der Landgangsmission von Evelin das Schiff der Piraten kapern wollte, doch, nachdem er einen der Piraten im Kampf getötet hat, von den anderen gefasst wurde.
Die Piraten verfolgen Evelin und ihre Geschwister sowie Hermann und Devid, den sie von dem Traktor befreit haben. Da die Bootsmission gescheitert ist, verbinden Evelin und die anderen einige durchschossene Surfbretter und Schwimmtiere zu einem Floß und versuchen damit auf das Festland überzusetzen. Weil die Gruppe sich vor dem Boot der Piraten verstecken muss, kommen sie aber erst an, als die Flut schon eingesetzt hat, sodass sie den Strand verpassen. Sie können sich auf eine Boje retten und warten, bis die Ebbe ihnen das Waten zum Festland ermöglicht. Die Piraten holen sie dabei fast ein, doch sie schaffen es zum Krankenhaus in Husum, mit dem sie vor ihrer Überfahrt schon Funkkontakt hatten. Dort bringt Evelin ihre Tochter Mila zur Welt. Auf der Insel befinden sich nur noch Lobo, der allein den Bauernhof weiter bewirtschaftet, sowie Jan und Zoe.

### Staffel 3
Die 3. Staffel von Sløborn ist ein besonderes Roadmovie, in dem sich die Figuren der Entscheidung stellen müssen: Freiheit des Individuums versus der Verantwortung für die Gemeinschaft. Nach der Postapokalypse stehen die Helden vor dem Wiederaufbau der Zivilisation. Am Ende der Reise erreichen Evelyn und ihre Brüder das entvölkerte Berlin...

## Produktion
Die Serie trug laut Christian Alvart ursprünglich den Arbeitstitel „Slow Burn“ (englisch für langsames Verbrennen) als Verdeutlichung der Idee, eine Katastrophe in Zeitlupe zu erzählen. Daraus entwickelte sich schließlich der finale Name Sløborn, der durch den Buchstaben Ø den Handlungsort im Grenzgebiet zu Dänemark zeigen soll. Das Serienkonzept wurde auf vier Staffeln ausgelegt.
Die Dreharbeiten fanden ab dem 28. August 2019 unter anderem auf der ostfriesischen Insel Norderney und im polnischen Badeort Sopot statt. Einige Szenen entstanden bei dem ehemaligen Torpedowaffenplatz Gotenhafen-Hexengrund der Luftwaffen-Munitionsanstalt 3/I an der Putziger Wiek, einem Teil der Danziger Bucht nahe Gdynia. Drehort für den Marktplatz war der Stary Rynek im polnischen Ort Puck.
In der Postproduktion vom Dezember 2019 bis Ende Mai 2020 wurden auch einige Verweise auf die COVID-19-Pandemie und deren Begleiterscheinungen thematisiert. So deuteten Hinweise wie „Soll ich jetzt etwa Desinfektionsmittel trinken?“ die Lage an. Das ZDF verwarf Überlegungen, die Serie wegen der Pandemie zu einem späteren Zeitpunkt auszustrahlen.
Die dritte Staffel wurde unter anderem in Berlin gedreht.

## Besetzung
| Rolle | Schauspieler             | Folgen in Staffel 1 | Folgen in Staffel 2 | Folgen in Staffel 3 |
| --- | ------------------------ | ------------------- | ------------------- | ------------------- |
| Familie Kern |                          |                     |                     |                     |
| Evelin Kern | Emily Kusche             | 1–8                 | 1–6                 | 1–6                 |
| Dr. Richard Kern, Evelins Vater, Biologe                                                                                                 | Wotan Wilke Möhring      | 1–7                 | 5                   | 3, 5–6              |
| Helena Kern, geb. Østergaard, Evelins Mutter                                                                                             | Annika Kuhl              | 1–8                 | —                   | 5                   |
| Alexander Kern, Evelins ältester Bruder                                                                                                  | Ron Antony Renzenbrink   | 1–6, 8              | 1–6                 | 1–6                 |
| Peter Kern, Evelins mittlerer Bruder | Maximilian Brauer        | 1–6, 8              | 1–6                 | 1–6                 |
| Lukas Kern, Evelins jüngster Bruder | Phileas Heyblom          | 1–6, 8              | 1–6                 | 1–6                 |
| Mila Kern, Evelins Tochter | Lucia Wernze (Staffel 3) | —                   | 6                   | 1–6                 |
| Knuspa (Hund) | Annie                    | 1–2, 4–6, 8         | 1, 3–6              | 2                   |
| Weitere durchgehende Hauptrollen |                          |                     |                     |                     |
| Hermann „Herm“ Schwarting | Adrian Grünewald         | 1–8                 | 1–6                 | 1–6                 |
| Mikkel Schwarting, Hermanns Vater, Inselpolizist                                                                                         | Urs Rechn                | 1–8                 | 5–6                 | 4                   |
| Nikolai Wagner, Schriftsteller | Alexander Scheer         | 1–8                 | 1–6                 | 1–6                 |
| Jan Fisker, Magnus Bruder, Drogendealer                                                                                                  | Mads Hjulmand            | 1–8                 | 1–6                 | 2                   |
| Milan Gruber, Evelins Lehrer und Liebhaber                                                                                               | Marc Benjamin            | 1–6                 | —                   | —                   |
| Weitere Jugendliche aus Sløborn und ihre Eltern                                                                                          |                          |                     |                     |                     |
| Fiete Mansur, Jugendlicher | Tim Bülow                | 1–4                 | —                   | 5–6                 |
| Loki Mansur, Fietes Vater | Oliver Bröcker           | 1, 3–4, 8           | —                   | —                   |
| Luis Ponz, Jugendlicher | Paul Michael Stiehler    | 1–3, 5–6, 8         | —                   | —                   |
| Arne Ponz, Luis’ Vater, Inselpfarrer | Arnd Klawitter           | 1–8                 | —                   | 5                   |
| Merit Ponz, Luis’ Mutter, Buchhändlerin                                                                                                  | Laura Tonke              | 1–5                 | —                   | —                   |
| Ole Bager, Jugendlicher | Andreas Warmbrunn        | 1–3                 | —                   | —                   |
| Romy Stoever, Jugendliche | Anna-Lena Schwing        | 1–2, 5–7            | 6                   | 2–4                 |
| Erik Stoever, Heimwerkermarkt, Plünderer                                                                                                 | Manuel Harder            | 1–3, 5–8            | 4–6                 | 2–6                 |
| Yvonne Precht, Jugendliche | Linda Stockfleth         | 1–8                 | 2                   | 5–6                 |
| Projekt Neue Chance Sløborn |                          |                     |                     |                     |
| Magnus Fisker, Sozialarbeiter | Roland Møller            | 1–8                 | —                   | —                   |
| Freja, Sozialarbeiterin | Karla Nina Diedrich      | 2–8                 | 1–5                 | 2, 5                |
| Anton, Jugendstraftäter | Anton Nürnberg           | 2–8                 | —                   | —                   |
| Cora, Jugendstraftäterin | Antonie Lawrenz          | 2–8                 | 1–5                 | 2                   |
| Devid, Jugendstraftäter | Aaron Hilmer             | 2–8                 | 1–6                 | 1–6                 |
| Ella, Jugendstraftäterin | Lea van Acken            | 2–8                 | 1–6                 | 2–6                 |
| Hatice, Jugendstraftäterin | Safinaz Sattar           | 2–8                 | 1–6                 | 2–4                 |
| Keith, Jugendstraftäter | Sylvain Adam Mabe        | 2–8                 | 1–6                 | 2–5                 |
| Lobo, Jugendstraftäter | Zoran Pingel             | 2–8                 | 1–6                 | 2–6                 |
| Mikko, Jugendstraftäter | Cassian-Bent Wegner      | 2–8                 | 1                   | —                   |
| Solveigh, Jugendstraftäterin | Asia Luna Mohmand        | 2–8                 | 1–6                 | 2–6                 |
| Zoe, Jugendstraftäterin | Noemi Liv Nicolaisen     | 2–8                 | 1–6                 | 2                   |
| Weitere Rollen |                          |                     |                     |                     |
| Paul Fried, Hafenmeister, Plünderer | Sascha Reimann           | 1–2, 6              | 5–6                 | 2–4                 |
| John Wilkinson, Skipper der Rachel II | Matthew Burton           | 2–3                 | —                   | —                   |
| Sabine Tietze, Rektorin | Petra Hartung            | 2, 4, 6–7           | —                   | —                   |
| Rolf Østergaard, Bürgermeister | Yorck Dippe              | 2, 5–8              | —                   | 5                   |
| Gabriela, Prostituierte | Lara Babalola            | 2, 4, 6             | —                   | —                   |
| Dr. Heide Schröder, Frauenärztin auf dem Festland                                                                                        | Ulrike Hübschmann        | 2                   | —                   | —                   |
| Fahrkartenkontrolleur im Inselhafen | Oliver Törner            | 2                   | —                   | —                   |
| Dr. Lange, Inselarzt | Jens Weisser             | 3–4                 | —                   | —                   |
| Adam Holt, Postbote | Kai Helm                 | 4, 6                | —                   | —                   |
| Lucia Bachmann, Einsatzleiterin in Sløborn                                                                                               | Hannah Ehrlichmann       | 4–6, 8              | —                   | —                   |
| Dr. Zeller, Ärztin in der Teststation | Alexandra Hökenschnieder | 7                   | —                   | —                   |
| Mathilda, jugendliche Patientin in Kiel                                                                                                  | Emilia Nöth              | 7                   | —                   | —                   |
| Anvari, Bundeswehrsoldat | Reza Brojerdi            | 8                   | —                   | —                   |
| Seiler, Bundeswehrsoldat in der Bauruine                                                                                                 | Vinzenz Wagner           | 8                   | —                   | —                   |
| Niels, Plünderer | Niels-Bruno Schmidt      | —                   | 5–6                 | 2–6                 |
| Dr. Ute Reichart, Ärztin in Husum | Katinka Auberger         | —                   | 6                   | 1–4                 |
| Ranjid, Klinik Husum | Rahul Chakraborty        | —                   | —                   | 1–3                 |
| Simone, Klinik Husum | Alexandra Haar           | —                   | —                   | 1–2                 |
| Rainer, Klinik Husum | Patrick Heinrich         | —                   | —                   | 1–3                 |
| Elke, Klinik Husum | Lena Maria Eikenbusch    | —                   | —                   | 1–2                 |
| Thomas, Klinik Husum | Florian Schmidtke        | —                   | —                   | 1–2                 |
| Hoang, Klinik Husum | Viet Pham                | —                   | —                   | 1                   |
| Finja, Klinik Husum | Thea Ehre                | —                   | —                   | 1–2                 |
| Horst, Wachmann | Denis "Marshall" Ölmez   | —                   | —                   | 1                   |
| Arianhdit, Gefangener im Camp Klabaster                                                                                                  | Tidiane Jamayn Diallo    | —                   | —                   | 1–6                 |
| Lina, Gefangene, Arianhdits Schwester | Wilma Haynes             | —                   | —                   | 1, 4–6              |
| k. A., Lagerarzt | Ole Lagerpusch           | —                   | —                   | 2–6                 |
| Einige Angaben auf crew-united.com, imdb.com, serienjunkies.de und tvmaze.com (jeweils abgerufen am 27. Februar 2022) sind unzutreffend. |                          |                     |                     |                     |

## Episodenliste
Staffel 1
| Nr. (ges.)                                                                            | Nr. (St.) | Originaltitel        | Regie            | Drehbuch                                | Alters- beschr. |
| ------------------------------------------------------------------------------------- | --------- | -------------------- | ---------------- | --------------------------------------- | --------------- |
| 1                                                                                     | 1         | Ankunft              | Christian Alvart | Christian Alvart, Erol Yesilkaya        | —               |
| 2                                                                                     | 2         | Wirt                 | Christian Alvart | Christian Alvart, Henner Schulte-Holtey | —               |
| 3                                                                                     | 3         | Komplizen            | Adolfo Kolmerer  | Christian Alvart, Henner Schulte-Holtey | —               |
| 4                                                                                     | 4         | Wahrscheinlichkeiten | Adolfo Kolmerer  | Christian Alvart, Henner Schulte-Holtey | —               |
| 5                                                                                     | 5         | Gegenwehr            | Adolfo Kolmerer  | Christian Alvart, Siegfried Kamml       | —               |
| 6                                                                                     | 6         | Landunter            | Adolfo Kolmerer  | Christian Alvart                        | —               |
| 7                                                                                     | 7         | Widerstand           | Christian Alvart | Christian Alvart, Erol Yesilkaya        | —               |
| 8                                                                                     | 8         | Zuflucht             | Christian Alvart | Christian Alvart, Arend Remmers         | FSK 16          |
| Am 23. Juli 2020 wurden alle Episoden der Staffel in der ZDFmediathek veröffentlicht. |           |                      |                  |                                         |                 |

Staffel 2
| Nr. (ges.)                                                                             | Nr. (St.) | Originaltitel     | Regie            | Drehbuch         | Alters- beschr. |
| -------------------------------------------------------------------------------------- | --------- | ----------------- | ---------------- | ---------------- | --------------- |
| 9                                                                                      | 1         | Alles anders      | Christian Alvart | Christian Alvart | —               |
| 10                                                                                     | 2         | Gelber Mann       | Christian Alvart | Christian Alvart | —               |
| 11                                                                                     | 3         | Da Draußen        | Christian Alvart | Christian Alvart | —               |
| 12                                                                                     | 4         | Schwelender Brand | Christian Alvart | Christian Alvart | FSK 16          |
| 13                                                                                     | 5         | Keine Träume      | Christian Alvart | Christian Alvart | FSK 16          |
| 14                                                                                     | 6         | Weg hier          | Christian Alvart | Arend Remmers    | —               |
| Am 7. Januar 2022 wurden alle Episoden der Staffel in der ZDFmediathek veröffentlicht. |           |                   |                  |                  |                 |

Staffel 3
| Nr. (ges.)                                                                              | Nr. (St.) | Originaltitel            | Regie            | Drehbuch         | Alters- beschr. |
| --------------------------------------------------------------------------------------- | --------- | ------------------------ | ---------------- | ---------------- | --------------- |
| 15                                                                                      | 1         | Eine neue Welt           | Christian Alvart | Christian Alvart | —               |
| 16                                                                                      | 2         | Mach dich nützlich       | Christian Alvart | Christian Alvart | FSK 16          |
| 17                                                                                      | 3         | Die große Chance         | Christian Alvart | Christian Alvart | FSK 16          |
| 18                                                                                      | 4         | Die leise Nacht          | Christian Alvart | Christian Alvart | FSK 16          |
| 19                                                                                      | 5         | Klabaster sterben einsam | Christian Alvart | Christian Alvart | FSK 16          |
| 20                                                                                      | 6         | Sünden der Väter         | Christian Alvart | Christian Alvart | —               |
| Am 2. Februar 2024 wurden alle Episoden der Staffel in der ZDFmediathek veröffentlicht. |           |                          |                  |                  |                 |

## Ausstrahlung
Sløborn hatte seine Fernsehpremiere mit einer Ausstrahlung von vier Episoden bei ZDFneo am 23. Juli 2020. Noch am selben Tag wurde die komplette Staffel in der ZDFmediathek erstveröffentlicht. Am 24. Juli 2021 erschien die Serie auf Blu-ray und DVD.
Am 27. November 2020 gab das ZDF bekannt, dass die Serie fortgesetzt wird. Die zweite Staffel wurde am 7. Januar 2022 in der ZDFmediathek veröffentlicht. Im Fernsehen erfolgte die Ausstrahlung am 11. und 12. Januar 2022 mit jeweils drei Episoden auf ZDFneo. Im ZDF erfolgte die Ausstrahlung in Doppelfolgen ab dem 21. Februar 2022.
Die Erstausstrahlung der dritten Staffel erfolgte in der Nacht vom 2. zum 3. Februar 2024 auf ZDFneo.

## Rezeption

### Quoten
Die erste Folge von Sløborn erreichte bei der Erstausstrahlung am 23. Juli 2020 in der Hauptsendezeit von ZDFneo 0,69 Millionen Zuschauer. Das entsprach einem Marktanteil von 2,4 Prozent. Die weiteren Folgen erreichten am 23. Juli 2,2, 1,6 und 1,5 Prozent Marktanteil.
Das gesamte Online-Angebot zu Sløborn erzielte bis November 2020 insgesamt 6,36 Millionen Sichtungen. Die Abrufvideos der ganzen Folgen erreichen hiervon 5,75 Millionen Sichtungen (durchschnittlich 719.000 Sichtungen/durchschnittlich 0,44 Millionen Zuschauer pro Folge). Das entspricht 90 Prozent der Gesamtnutzung. Damit ist Sløborn eine der erfolgreichsten ZDFneo-Serien in der ZDFmediathek.

### Kritiken
Die Bewertungen von Kritikern gehen weit auseinander. Die schauspielerischen Leistungen werden zumeist gelobt. Einigen Kommentaren ist aber gemein, dass zahlreiche Figuren allzu klischeehaft wirken: die 15-jährige Evelin, die von ihrem Vertrauenslehrer schwanger wird, Evelins grundguter Vater, ein abgedrehter Schriftsteller aus der Großstadt, ein prügelnder Dorfpolizist.

„Großes Kino. Acht Stunden lang.“

„Die Serie Sløborn wurde lange vor der Corona-Pandemie geschrieben und gedreht. Und doch erlebt man das ein oder andere Déjà-vu in dieser ZDF-Serie, die extrem professionell produziert ist.“

„Sechs viel Geduld erfordernde Folgen lang nimmt ‚Sløborn‘ […] langwierig Anlauf […] um das Leben auf der Nordseeinsel Sløborn zu entfalten. In Folge sieben und acht wird dann gnadenlos demoliert und der Katastrophenfilm-Hammer geschwungen. Mit Personal hält man sich nicht mehr auf. Wer nicht umkommt, verschwindet einfach aus dem Blickfeld. […] Die Serie selbst fällt krachend in sich zusammen.“